# Entoloma macnabbianum
Entoloma macnabbianum är en svampart som beskrevs av E. Horak 1980. Entoloma macnabbianum ingår i släktet Entoloma och familjen Entolomataceae.   Inga underarter finns listade i Catalogue of Life.